# Futbol'nyj Klub Dinamo Moskva 2014-2015
Questa voce raccoglie le informazioni riguardanti la Dinamo Mosca nelle competizioni ufficiali della stagione 2014-2015.

## Stagione
La squadra era impegnata su tre fronti, dato che, grazie al 4º posto nella stagione precedente disputò l'Europa League. In campionato confermò il risultato dell'anno precedente, ma a causa della violazione delle leggi sul Fair Play Finanziario, non poté disputare i tornei europei; tale crisi portò l'anno seguente alla retrocessione. In coppa di Russia fu immediatamente estromessi dallo Šinnik, club militante nella seconda serie.
Meglio andò in Europa League dove superò, non senza difficoltà, gli israeliani dell'Ironi K. Shmona e i ciprioti dell'Omonia, con un andamento analogo: pareggio casalingo e vittoria fuori casa. Nella fase a gironi, invece, riuscì a fare percorso netto, vincendo tutte le sei partite disputate. Nella fase finale pescò i belgi dell'Anderlecht, riuscendo nell'andata a ribaltare l'iniziale svantaggio, vincendo 3-1, e riuscendo a conservare il prezioso 0-0 al ritorno. Situazione diametralmente opposta si verificò agli ottavi, contro il Napoli: passati subito in vantaggio in trasferta grazie a Kurányi, si fecero raggiungere e superare da una tripletta di Higuaín, venendo fermati sullo 0-0 al ritorno.

## Rosa
| N. |                           | Ruolo | Calciatore        |
| -- | ------------------------- | ----- | ----------------- |
| 1  | Russia (bandiera)         | P     | Anton Šunin       |
| 3  | Paesi Bassi (bandiera)    | D     | Alexander Büttner |
| 4  | Rep. del Congo (bandiera) | D     | Christopher Samba |
| 5  | Paesi Bassi (bandiera)    | D     | Douglas           |
| 6  | Francia (bandiera)        | C     | William Vainqueur |
| 7  | Ungheria (bandiera)       | C     | Balázs Dzsudzsák  |
| 8  | Russia (bandiera)         | C     | Artur Jusupov     |
| 9  | Russia (bandiera)         | A     | Aleksandr Kokorin |
| 11 | Russia (bandiera)         | C     | Aleksej Ionov     |
| 13 | Russia (bandiera)         | D     | Vladimir Granat   |
| 14 | Francia (bandiera)        | C     | Mathieu Valbuena  |
| 15 | Slovacchia (bandiera)     | D     | Tomáš Hubočan     |

| N. |                     | Ruolo | Calciatore          |
| -- | ------------------- | ----- | ------------------- |
| 16 | Ecuador (bandiera)  | C     | Christian Noboa     |
| 18 | Russia (bandiera)   | C     | Jurij Žirkov        |
| 21 | Armenia (bandiera)  | P     | Ṙoman Berezovski    |
| 22 | Germania (bandiera) | A     | Kevin Kurányi       |
| 23 | Bulgaria (bandiera) | C     | Stanislav Manolev   |
| 25 | Russia (bandiera)   | D     | Aleksei Kozlov      |
| 27 | Russia (bandiera)   | C     | Igor' Denisov       |
| 28 | Russia (bandiera)   | D     | Boris Rotenberg     |
| 30 | Russia (bandiera)   | P     | Vladimir Gabulov    |
| 47 | Russia (bandiera)   | C     | Roman Zobnin        |
| 88 | Russia (bandiera)   | C     | Aleksandr Tašaev    |
| 99 | Russia (bandiera)   | A     | Aleksandr Prudnikov |

## Risultati

### Prem'er-Liga
| Chimki 3 agosto 2014 1ª giornata | Dinamo Mosca | 7 – 3 referto | Rostov | Arena Chimki |

| Chimki 10 agosto 2014 2ª giornata | Dinamo Mosca | 1 – 2 referto | Spartak Mosca | Arena Chimki |

| Ufa 13 agosto 2014 3ª giornata | Ufa | 0 – 2 referto | Dinamo Mosca | SDK FSO Dinamo RB |

| Tula 17 agosto 2014 4ª giornata | Arsenal Tula | 1 – 2 referto | Dinamo Mosca | Stadio Arsenal |

| Chimki 24 agosto 2014 5ª giornata | Dinamo Mosca | 2 – 0 referto | Ural | Arena Chimki |

| Krasnodar 31 agosto 2014 6ª giornata | Krasnodar | 0 – 2 referto | Dinamo Mosca | Stadio Kuban' |

| Arbitro: | Vilkov Mihail |

|                                               |           |                        |
| Douglas 28’ (aut.) Aršavin 40’ Smol'nikov 89’ | Marcatori | 18’ Valbuena 82’ Samba |

| Ramenskoe 22 settembre 2014 8ª giornata | Torpedo Mosca | 1 – 3 referto | Dinamo Mosca | Saturn Stadium |

| Chimki 28 settembre 2014 9ª giornata | Dinamo Mosca | 2 – 2 referto | Kuban' | Arena Chimki |

| Perm' 30 aprile 2015 10ª giornata | Amkar Perm' | 2 – 0 referto | Dinamo Mosca | Stadio Zvezda |

| Chimki 27 ottobre 2014 11ª giornata | Dinamo Mosca | 0 – 2 referto | Rubin | Arena Chimki |

| Mosca 2 novembre 2014 12ª giornata | Lokomotiv Mosca | 4 – 2 referto | Dinamo Mosca | Stadio Lokomotiv |

| Chimki 9 novembre 2014 13ª giornata | Dinamo Mosca | 1 – 0 referto | CSKA Mosca | Arena Chimki |

| Chimki 23 novembre 2014 14ª giornata | Dinamo Mosca | 3 – 0 referto | Terek Groznyj | Arena Chimki |

| Kazan' 30 novembre 2014 15ª giornata | Rubin | 1 – 1 referto | Dinamo Mosca | Kazan Arena |

| Saransk 4 dicembre 2014 16ª giornata | Mordovija | 0 – 1 referto | Dinamo Mosca | Start Stadion |

| Chimki 7 dicembre 2014 17ª giornata | Dinamo Mosca | 5 – 0 referto | Amkar Perm' | Arena Chimki |

| Chimki 8 marzo 2015 18ª giornata | Dinamo Mosca | 3 – 1 referto | Ufa | Arena Chimki |

| Mosca 15 marzo 2015 19ª giornata | Spartak Mosca | 1 – 0 referto | Dinamo Mosca | Otkrytie Arena |

| Arbitro: | Vitaliy Meshkov |

|  |           |                |
|  | Marcatori | 17’ Smol'nikov |

| Chimki 4 aprile 2015 21ª giornata | Dinamo Mosca | 2 – 2 referto | Lokomotiv Mosca | Arena Chimki |

| Chimki 8 aprile 2015 22ª giornata | CSKA Mosca | 1 – 2 referto | Dinamo Mosca | Arena Chimki |

| Chimki 12 aprile 2015 23ª giornata | Dinamo Mosca | 2 – 1 referto | Mordovija | Arena Chimki |

| Groznyj 19 aprile 2015 24ª giornata | Terek Groznyj | 0 – 0 referto | Dinamo Mosca | Stadio Sultan Bilimkhanov |

| Rostov sul Don 26 aprile 2015 25ª giornata | Rostov | 2 – 2 referto | Dinamo Mosca | Stadio Olimp-2 |

| Krasnodar 3 maggio 2015 26ª giornata | Kuban' | 1 – 2 referto | Dinamo Mosca | Stadio Kuban' |

| Chimki 10 maggio 2015 27ª giornata | Dinamo Mosca | 0 – 0 referto | Torpedo Mosca | Arena Chimki |

| Tjumen' 18 maggio 2015 28ª giornata | Ural | 2 – 1 referto | Dinamo Mosca | Stadio Geolog |

| Chimki 24 maggio 2015 29ª giornata | Dinamo Mosca | 2 – 2 referto | Arsenal Tula | Arena Chimki |

| Chimki 30 maggio 2015 30ª giornata | Dinamo Mosca | 1 – 1 referto | Krasnodar | Arena Chimki |

### Kubok Rossii
| Jaroslavl' 25 settembre 2014 Sedicesimi di finale | Šinnik | 2 – 0 referto | Dinamo Mosca | Stadio Šinnik |

### Europa League
| Arbitro: | Kristinn Jakobsson |

|             |           |          |
| Kurányi 71’ | Marcatori | 63’ Kola |

| Arbitro: | Richard Liesveld |

|           |           |                              |
| Kehat 11’ | Marcatori | 22’ (rig.) Kuranyi 30’ Ionov |

| Arbitro: | Stephan Studer |

|                       |           |                           |
| Samba 33’ Büttner 72’ | Marcatori | 2’ Lobzhanidze 59’ Fofana |

| Arbitro: | Alexandru Tudor |

|          |           |                                 |
| Poté 23’ | Marcatori | 11’ (aut.) Stepanov 90+3’ Samba |

| Arbitro: | Daniele Orsato |

|           |           |                       |
| Dinas 63’ | Marcatori | 40’ Kokorin 49’ Ionov |

| Arbitro: | Marcin Borski |

|              |           |  |
| Žirkov 90+3’ | Marcatori |  |

| Arbitro: | Alon Yefet |

|               |           |                        |
| Tavares 90+5’ | Marcatori | 52’ Kokorin 80’ Žirkov |

| Arbitro: | Mattias Gestranius |

|             |           |  |
| Kurányi 77’ | Marcatori |  |

| Arbitro: | Eitan Shemeulevitch |

|                                         |           |          |
| Triantafyllopoulos 55’ (aut.) Ionov 61’ | Marcatori | 14’ Berg |

| Arbitro: | István Vad |

|  |           |           |
|  | Marcatori | 90’ Ionov |

| Anderlecht 19 febbraio 2015, ore 21:05 CET Sedicesimi di finale - Andata | Anderlecht   | 0 – 0 referto | Dinamo Mosca | Constant Vanden Stock Stadium (17 317 spett.)\| Arbitro: \| Felix Zwayer \| |
| Arbitro:                                                                 | Felix Zwayer |               |              |                                                                             |

| Arbitro: | Svein Oddvar Moen |

|                                      |           |              |
| Kozlov 47’ Jusupov 64’ Kurányi 90+5’ | Marcatori | 29’ Mitrović |

| Arbitro: | Anastasios Sidīropoulos |

|                              |           |            |
| Higuaín 25’, 31’ (rig.), 55’ | Marcatori | 2’ Kurányi |

| Chimki 19 marzo 2015, ore 18:00 CET Ottavi di finale - ritorno | Dinamo Mosca | 0 – 0 referto | Napoli | Arena Chimki (17 356 spett.)\| Arbitro: \| Bas Nijhuis \| |
| Arbitro:                                                       | Bas Nijhuis  |               |        |                                                           |